# 朝馬國民運動中心
24°10′04″N 120°38′01″E / 24.167907°N 120.633597°E
朝馬國民運動中心（全稱臺中市西屯區朝馬運動中心）是臺灣臺中市首座啟用的國民運動中心，位於西屯區七期重劃區朝馬足球場旁，共三層樓高。2014年8月8日動工，於2016年12月30日正式啟用。

## 設施介紹
- 1F：游泳池（包括SPA和兒童池等）、球員和教練宿舍、羽球場（比賽標準6座）
- 2F：體適能中心、飛輪教室、韻律教室、桌球室、棋藝展覽區、固定觀眾席
- 3F：綜合球場（籃球場2座、羽球暖身場6座）韻律教室、兒童遊戲室、棋藝和閱覽室、運動傷害防護室

## 外部連結
- 臺中市政府運動局-朝馬國民運動中心 （页面存档备份，存于）
- 臺中市朝馬國民運動中心 （页面存档备份，存于）
- 朝馬國民運動中心的Facebook專頁